# Esther Vaquero Hernández
Esther Vaquero Hernández (Salamanca, 7 de febrer de 1982) és una periodista i presentadora espanyola. Actualment presenta les notícies d'Antena 3 i ocasionalment al programa "Espejo Público".
És llicenciada en Periodisme per la Universitat Pontifícia de Salamanca el 2005.

## Biografia Professional

### Inicis
La seva carrera s'ha desenvolupat principalment en ràdio (Cadena SER) i televisió (Antena 3, Telecinco,  Quatre, TVE, BBC London i La Sexta), encara que durant els seus anys d'universitat va fer pràctiques en dos diaris de Salamanca: L'Avenç de Salamanca -desaparecido-, La Gaceta de Salamanca i en la redacció de Informatius Telecinco a Madrid.
Vaquer té una trajectòria àmplia i diversa en televisió: ha treballat en informatius, programes d'investigació, magazines d'actualitat i entreteniment.
Res més llicenciar-se, va passar breument per la redacció de la Cadena SER (La Finestra) per incorporar-se aquest mateix any, el 2005, l'equip del programa Noche Hache (producció de Globomedia per a Cuatro). L'espai combinava actualitat i humor en format de late night i l'equip va guanyar un premi Ondas en 2007.
El 2008 es va incorporar a l'equip de La Sexta Notícies, on es va mantenir fins a 2009, quan va aconseguir una beca de col·laboració a la prestigiosa cadena de televisió anglesa BBC. Durant aquest temps de treball a Londres, es va encarregar de cobrir notícies locals a BBC London com ara la visita dels Obama, la crisi sanitària de la grip A o esdeveniments de la Família Reial.
Ha estat també reportera a TVE, Els Matins de  Quatre de Concha García Campoy i en Espejo Público, de Antena 3, on va formar part l'equip d'actualitat i investigació.

### Atresmedia (2010 - actual)
Des de 2010 treballa en Antena 3. Des de 2010 i fins a 2012, va formar part de l'equip d'actualitat i investigació de Mirall Públic i Antena 3 Notícies.

#### Antena 3 Notícies (2012 - actual)
Al setembre de 2012 la cadena li va confiar la presentació del seu informatiu matinal al costat de  María José Sáez.
Després de la baixa per la seva primera maternitat, va tornar el 2 de gener de 2017 a informatius, aquest cop al de les 15h, 'Antena 3 Noticias 1', amb Ángel Carreira durant el període de Nadal.
El 6 de febrer de 2017 va tornar a  'Les Notícies del Matí'  al costat de María José Sáez, després de la seva baixa maternal. Durant les dues primeres setmanes de juliol de 2017 va presentar en solitari l'informatiu matinal de la cadena, de 6:15-08:55 amb notables registres d'audiència.
Des del 4 de setembre de 2017 i coincidint amb la nova temporada dels informatius d'Antena 3, abandona 'Les Notícies del Matí' i passa a formar part de l'equip de l'informatiu de les 21h, ' Antena 3 Noticias 2 '. Esther Vaquero s'incorpora a l'edició, que presenta Vicente Vallés, com a copresentadora.

#### Espejo Público (2014 - actual)
En el nadal de 2014 debuta presentant el  magazine  Espejo Público en substitució de Susanna Griso, amb bon resultat de crítica i audiències, i des de llavors ho compagina amb la seva tasca al capdavant de antena 3 Notícies.
Va tornar a presentar 'Espejo Público' per Setmana Santa, estiu i el Nadal de 2015, superant cada matí a TVE i disputant el lideratge a Telecinco. La seva presència al programa ha estat creixent fins a juliol de 2016, moment en què s'absenta causa de la recta final del seu embaràs.
En Espejo Público ha presentat l'especial del sorteig del dia de la Loteria Nacional